# العلايا (الشغادرة)

تعديل مصدري - تعديل

العلايا هي إحدى قرى عزلة المعطن بمديرية الشغادرة التابعة لمحافظة حجة، بلغ تعداد سكانها 137 نسمة حسب تعداد اليمن لعام 2004.